# 百合 (藝術類型)
百合（日语：／ Yuri，和制英语：girls' love），指ACGN文化里涉及女性之间的亲密关系和女同性恋关系的情节的各种作品。虽然女同性恋是常见的相关主题，但这种关系不限于女同性恋，还包括其他类型的亲密关系，如女性之间的精神纽带或情感关系，不一定是浪漫或是性爱的。

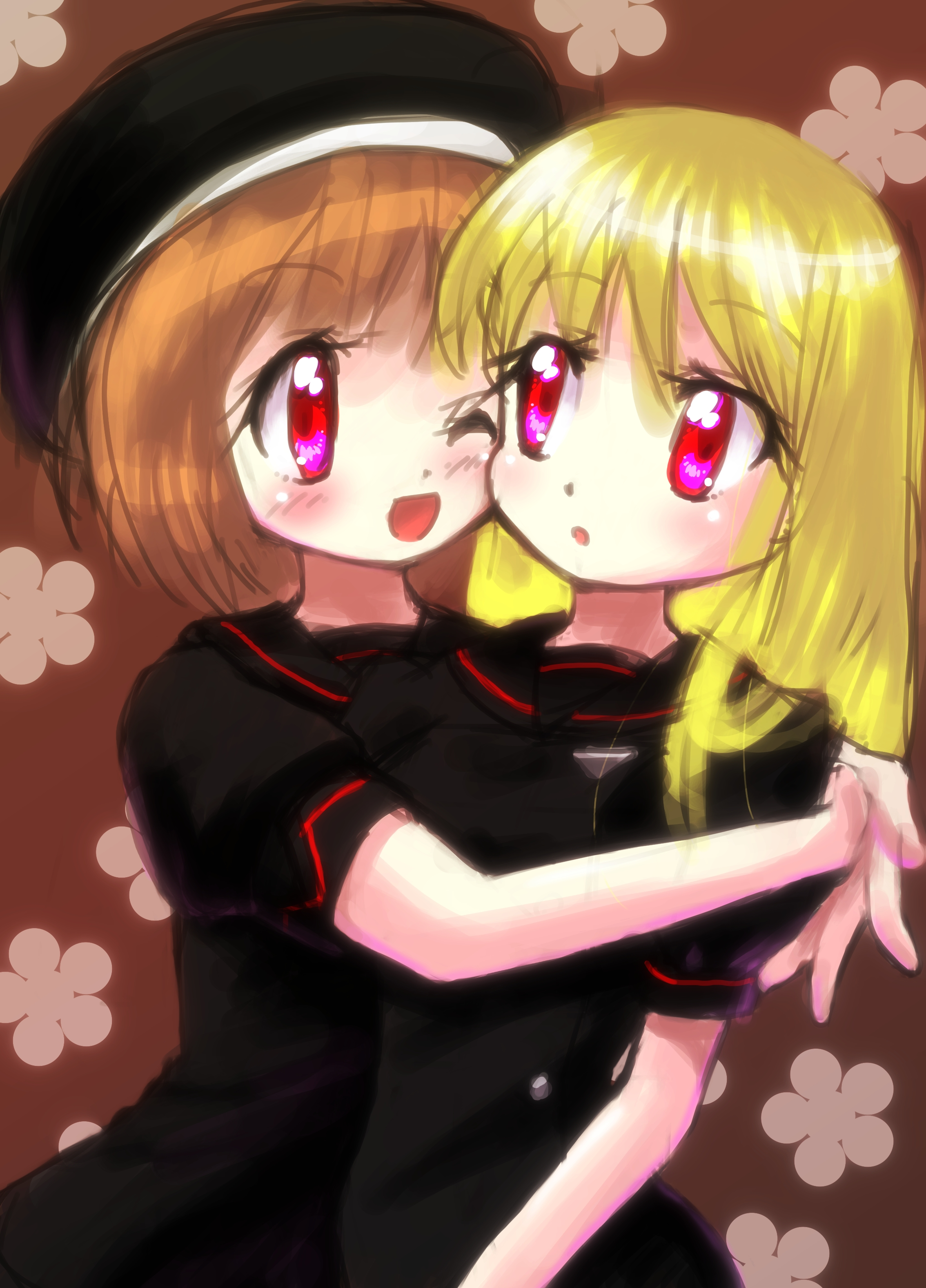
一幅以百合为灵感的画作。描述学校同学之间亲密关系的作品在百合流派中很常见。

百合被认为是20世纪初日本女性文学流派S类文学的继承者，它与S类文学有许多共同点。这样的百合出现在70年代初的正统漫画中，然后经过几十年的发展，蔓延到漫画的所有人口中，再蔓延到漫画以外的其他类型媒体。

## 背景
与百合有关的主题起源于20世纪早期的日本女同性恋小说，特别是吉屋信子的作品和S类文学。描写女性同性恋的漫画在1970年代开始出现在与24年组相关的艺术家的作品中，特别是山岸凉子和池田理代子的作品。从20世纪90年代开始，该类型游戏开始获得更广泛的欢迎；《百合姐妹》于2003年创刊，是第一本专门介绍百合的漫画杂志，2005年又创刊了《Comic百合姬》，这使得百合成为了一个独立的出版流派，并创造了百合迷文化。
作为一种类型，百合本身并不针对单一的性别人群，不像其男性同人作品yaoi（面向女性观众）和男同性恋漫画（面向男性同性恋观众）。虽然百合起源于一种针对女性观众的类型，但也有针对男性观众的百合作品，如Comic百合姬的男性目标姐妹杂志Comic百合姬S的漫画。
喜歡與欣賞百合的人或情结，稱為「百合控」。百合作品的情况不只有女性之间的恋爱，包含了接近恋爱的友爱和广泛的友情的作品也多称为百合。

## 概念与主题
百合概念是指虛構作品中女性角色间的曖昧情愫和情感取向，这对于一个爱情、友情、崇拜和竞争混杂的界限模糊的类型来说，是一个模糊的定义，对于这个类型来说，“女同”一词相对于百合所处理的各种情况来说，局限性太大。要注意的是，百合的概念主要是訴求故事中的角色要有互相的感情，如果出現是以第三者為主要構圖角度的繪畫作品，有可能引起讀者的不滿。戰前日本較流行現實生活中女學生間的同性愛，戰後日本的少女漫畫和少女小說持續發展S部分，一些百合的文化在此時期受到影響，S取自Sister和Sisterhood的字頭，用於表示少女之間意氣相投、特別親密相伴的精神結合。1976年，以男同性戀為題材的雜誌「薔薇族」女性讀者的投稿集合成的「百合族」專欄（Corner），應該是百合一詞的用語來源。1981年4月「百合族Corner」欄位續刊時，百合解釋成女同性戀的說法在此敲定。1980年創刊耽美派雜誌ALLAN在1983年7月設立百合通信欄位，用來刊載女同伴的交際希望，此時也開始使用百合、百合族等這類語詞。
1983年的制服百合族使得「女同性戀者＝百合族」的知識得到廣泛傳播，此時日本社會建立「百合＝男性向女同性戀色情片」的深刻印象。

## 歷史

### 辭彙出處
「百合」一詞是指女性之間戀愛的隱語，其語源有多種說法。最普遍的看法是，1971年，由日本男同性戀雜誌《薔薇族》的編輯長伊藤文學提倡，將「百合族」作為「薔薇族」反義語而起。1982年，因日活浪漫情色電影《水手服 百合族》而廣為流傳，漸成俗語、固定用語。
而伊藤文學選擇「百合族」一詞的背景，有種說法是：日本作家宮本百合子（1899年-1951年）與俄羅斯文學翻譯家湯淺芳子（1896年-1991年）在1924年至1932年間同居，同時兩人被謠傳有「精神上」的同性戀之親密關係。

### 變遷
因為像日活浪漫出版的這類「蕾絲物」的主要消費者為男性，故事作者也是男性，總歸來說，就是男性將慾望具現化的產物，而這類東西轉向成為女性的慾望出口，則是在進入2000年之後。主要是今野緒雪所著的輕小說系列《瑪莉亞的凝望》開始廣為流行，勢力擴及至電視、廣播劇（ドラマ）而更為百合增加了人氣。
所謂百合轉為以女性慾望為主軸，是指注重女性內心描寫，女學生間淡淡的友誼甚或戀情。2003年「百合姊妹」雜誌也創刊了。此時、比起性愛，強調精神戀愛的要素更被強調。但Hard百合、H百合這類辭彙依舊存在，而非完全消失。故百合是在時間演變中，持續進化、細分化。
在這個流變之中，在ACG文化興起時，百合漸指為ACG中的女同性戀或其情節。百合一詞反而越來越少用來指現實的同性戀。而後在日本，一般意指女同性戀多用LES（REZU）一詞。隨著ACG文化，伴隨全球化、商業化擴展到全世界，百合要素也成了動畫、電玩作品的票房保證之一。百合一詞亦成為ACG圈的人們所熟知的辭彙，其文化內涵與特色也因地而異。故此以地域為區別，對於百合一詞的看法也各不相同。在日本普遍看法下，百合和GL（Girls' Love）並無顯著差異。但在台灣，百合和GL兩詞則有相當大的對比。但受各地文化交流影響，日本愛好者間也漸漸提高百合花清純的印象。
2004年11月百合姊妹停刊。2005年，替補百合姊妹雜誌位置的一迅社的百合姬創刊，內容則是以戀愛為主，卻也保持不避諱性愛的態度。可見對於百合包含的內容的定義，至今仍無定說。Comic百合姬這本雜誌出刊至今象徵百合文化的成長壯大與發展，從原本的季刊發行模式增加成雙月刊，2017年1月改為月刊模式發行。由眾多志願作家編輯組成的團體Galette在2017年創刊了百合漫畫雜誌Galette，創刊號同時也在同人展售會與網路上代理發行中文版。

### 日本相關辭彙
S小說
大正～昭和初期時流行過的一種少女小說。S是「Sister」（姊妹）的第一個字母，表示少女們的精神交流就像姊妹般關係良好的樣子，代表作家為吉屋信子。善於描寫女人情感的日本近代文學文豪川端康成亦寫過S小說《少女的港灣》、《萬葉姊妹》等。今野緒雪的《瑪莉亞的凝望》系列，被認為是在現代復甦的S小說；同時，其故事的架構與背景，和《少女的港灣》有相當的雷同性。
水果
在日本，BL喜好者泛稱矢追（YAOI），而其別稱為野菜（YASAI）；野菜的反義詞則是水果（果物）。
百合侶
「百合情侶」的簡稱，也會用來指「百合加笨蛋」的情侶。表現女生之間恩愛黏膩的樣子之用語。

## 關係與區別

### 百合與GL的區別

谷川絢<光譜式的百合定義>百合會論壇

2009年時，日本的百合用在指出女生間互相吸引愛慕的情感，不論是用在漫畫、動畫、娛樂業以及女同性戀的相關文學或藝術體裁作品，也不論百合作品內容屬於純潔精神層面或肉體慾望層面，明指或暗指、隱喻。和製英語Girls Love，有時寫作Girl's Love或Girls' Love，認為GL的用法與百合是一樣的。如“日本首位出柜女艺人”牧村朝子著作的LGBT入门介绍书《百合的真实》（百合のリアル），其标题使用“百合”一词，书腰宣传标语为“生为女人爱女人”，书封折页上则有“【百合】意指女性同性恋爱”的说明。百合一般是粉絲間流傳的通俗口語，但這個用法是在2005年後由作者與出版社相繼推廣後才開始有流傳開來。於此同時，Girls Love用詞仍是出版社官方的主要用法。
在华文圈，百合一詞定義眾說紛紜，而與其相近的Girl's Love（簡稱GL）一詞，兩者之間常產生模糊、等同或對立的狀況。日本普遍的看法是，兩者並無確切定義上分別，只有語感上的分別。
從百合一詞的在日本的源流來看，本來是同時包含性愛與精神要素的，但隨著時間推進，也出現如香織派百合般堅持百合的純粹與純潔性的定義。
但反面，也有人因為語源的關係，認為Girl's Love冒犯性較低，而使用GL一詞。
在中國大陸與台灣則有部分討論區將百合視為純潔、精神性的，而GL被當成肉體上的愛，某些愛好者認為將兩者混用是認知不足。:58但如就日本的語源發展來看，這種分類方法其實根植於另一個更容易混淆的概念下，那就是GL和女同性戀的等同。而另一方面，也存在光譜式的百合定義，一端是親情、友情，另一端是愛情，兩者都被視為百合的一部分。:24

### 與BL的關係
有些心理學家相信，女性比男性天生更具有同性戀的傾向。而在對待同性戀的態度上，女性与女性之间的大尺度亲昵动作往往较之男性与男性之间更容易为社会所接受并习以为常，而異性戀的男性也常對女同性戀表現出欣赏的心態。類似的現象也見於女性對男同性戀（在動漫領域一般就是指BL，Boy's Love）的偏愛，這類愛好者有時候被稱為腐女，一個較常見的解釋是：BL讓女性讀者看到雙倍的英俊男主角，因此女性讀者對這種作品產生偏愛（但需要注意的是，腐女也存在着女同性恋者）；這一解釋也許也可以應用到前者，而實際上在大多數的討論百合的社區中，卻往往是男女比例均等甚至是女多男少。

### 與現實女同性戀的差別
嚴格來說，「百合」和「GL」兩詞，都是基於對女同性戀或女性情誼的想像而來的產物，以文學、動漫畫作品為根基發展而來的。現實中的女同性戀，應使用「蕾絲邊」（Lesbian）、「女同志」等詞，才符合社會、性別議題上所使用的名稱。而在日本，現實上女性間發生戀愛的「情結」，應稱「女性同性愛」（レズ）。
但中國大陸與台灣的動漫圈，常將GL一詞等同於現實的女同性戀，因此也才會有「GL=有肉體關係，而百合屬於精神層面」的概念。例如「Boy's Love」，很少會有將之與現實的「Gay」混同的狀況。所以就GL為BL的對義語的關係上，GL其實並不等同現實的女同性戀或女同性愛情節。

### 與少年、少女愛的關係
在北美地區，百合一詞一開始通常都是只用在指具有非常激烈極端描寫的系列場景，更直白地說，主要是用在與變態有相關的各個範圍、各種作品上。與之相對的用語少年愛則是在北美在當時已經用於描述與性無關的男性間情感，西方粉絲因此創造出少女愛這樣的用語來描述與激烈性描寫無關的純潔百合內容。但是日本，少女愛不是這個意思。日本用法是指戀童，不分現實或認知，相對於與蘿莉控的意思較為接近西方在使用百合的用法是從2000年代開始被傳播的，這個用法才讓百合（Yuri）這個詞開始與日本的百合的用法概念逐漸一致。美國出版商，如ALC出版社、七海娛樂，也接受日本的百合用法，並將Yuri這個詞採用於公司所出版的相關品。

## 作品類型
偽百合
若以目前眾所紛紜的觀點來說，「偽百合」的定義有很多，大致來講即非真的女生間的戀愛而是偽娘與女生的愛慕關係。偽娘和女孩子間的愛情是否屬於百合，曾經引起炎上，使得涉入相關事件的遊戲不得不出來面對。
1. 男主角也許較為弱氣，致使女主角（或多位、或一位）認錯為女性而喜歡上。代表作為《少女愛上姊姊》。
2. 男主角也許有女裝癖，致使女主角（或多位、或一位）認錯而喜歡上。代表作為《瑪莉亞狂熱》、《肯普法》。
3. 男主角也許遭到某些原因而使自己轉成女性，致使女主角喜歡上。代表作為《女生愛女生》。

輕百合
有時稱為微百合。这种作品悠然缓慢，很少有一个主线故事，以Manga Time Kirara及其姐妹杂志為例子，大多数作品是四格漫画。故事基本没有男性出现，内容也多为少女们的日常生活，表现出的百合的感情也不是很濃厚。这类作品是否可以归属于百合类存在很大的争议，而且大多也可以归为治愈系作品。
真百合
真百合是相對微百合的用語，強調故事內容是真的有出現百合的劇情內容，且情節較微百合嚴重。Gachi一詞來自相撲用語，用以強調這是真的，確實是這樣的。

## 商業文化的影響
由於商業化的作用，近年來越來越多的動漫作品中包含了一定的百合情節。對男性而言，可能會有欣賞多位女性的想法，因此，在面向男性讀者的動漫作品中加入百合的情節，可能有助於吸引到更多的讀者，這類男性面向的作品百合成分相對輕微。
美國動畫新聞網於2019年2月票選《魔法少女小圓》為「平成時代最佳百合動畫」。

### 文獻
- （2006年、ISBN 4-434-07396-6）
- 同性之戀，作者：晗莫莫
- 革命尚未成功，同志仍需努力，2017年3月16日，丹陽文化，ISBN 9789864750016，作者：吳育銘
- 了解同性戀《同性戀到底來自先天或後天》，2016年12月1日，丹陽文化，ISBN 9789864750016，作者：吳育銘

### 腳註
1. ↑  . hea.china.com.   [2025-07-31].
2. ↑  . COCO01. 2016-11-08  [2017-04-20]. （原始内容存档于2017-04-20） （中文（臺灣））.
3. ↑  . Barazoku (Rose tribe). November 1976: 66–70 （日语）.After this first column, Yurizoku no heya appeared sporadically through the mid-1980s.
4. ↑  Welker, James. . Fran Martin; Peter Jackson; Audrey Yue  (编). . University of Illinois Press. 2008: 46–66. ISBN 978-0-252-07507-0.
5. ↑  Friedman, Erica. . What are Yuri and Shoujoai, anyway?. Yuricon and ALC Publishing.   [2005-05-20]. （原始内容存档于2005-04-06）.
6. 1 2 3 4 5  . Manga. About.com.   [2008-05-17]. （原始内容存档于2008-03-11）.
7. ↑  . Yahoo!知恵袋.   [2017-04-19]. （原始内容存档于2020-03-23） （日语）.
8. ↑  Azuma, Erika. . Hon no Zasshisha. June 2004. ISBN 978-4-86011-034-5 （日语）.
9. ↑  . Bishōjo gaippai!  Wakamono ga hamaru Marimite world no himitsu. Excite.   [2008-03-05]. （原始内容存档于2008-02-21） （日语）.
10. ↑  . Yahoo!知恵袋.   [2017-04-19]. （原始内容存档于2020-03-23） （日语）.
11. ↑  . 日刊サイゾー.   [2017-04-19]. （原始内容存档于2018-01-13） （日语）.
12. ↑  . comipedia.com.   [2017-04-19]. （原始内容存档于2020-05-14） （英语）.
13. ↑  . 鏡週刊 Mirror Media.   [2017-04-19]. （原始内容存档于2020-03-23） （中文（臺灣））.
14. ↑  .   [2017-04-19]. （原始内容存档于2020-03-23） （中文（繁體））.
15. ↑  . 178ACG. 2016-12-22  [2020-03-22]. （原始内容存档于2020-03-23） （中文（中国大陆））.
16. ↑  . ガレット-百合コミック誌-公式WEBサイト.   [2017-04-19]. （原始内容存档于2019-03-05） （日语）.
17. ↑  . www.plurk.com.   [2017-04-19]. （原始内容存档于2020-03-23）.
18. 1 2  . Cyzo.   [2008-03-21]. （原始内容存档于2017-12-01） （日语）.
19. ↑  Morishima, Akiko. . Comic Yuri Hime. January 2008, (11). ASIN B00120LP56 （日语）.
20. ↑  Morishima, Akiko. . Comic百合姬. January 2008, (11). ASIN B00120LP56 （日语）.
21. ↑  . Ichijinsha.   [2008-01-19]. （原始内容存档于2015-08-16） （日语）. Ichijinsha classifies their yuri manga publication Comic Yuri Hime as a "Girls Love" comic magazine.
22. 1 2 3 4  . ISBN 9865729601. P58 這樣的討論之所以長期在迷群之間爭論不休,主要肇因於「百合」、「GL」、「女同性戀」三詞在日本原生百合文化無甚區別,而在華文圈百合文化卻各有差異,因此有堅持 ...杨若晖，《台灣ACG界百合迷文化發展史研究（1992-2011）》（台北：国立中兴大学历史研究所硕士论文）。
23. ↑  . kaoriha.org.   [2017-04-19]. （原始内容存档于2020-03-23）.
24. 1 2 3  . PRINCE AWFUL's. 2009-05-26  [2017-04-19]. （原始内容存档于2021-01-27） （中文）. 從心理學上分析，異性戀男通常為雙倍感官滿足而欣賞同性戀女。但按我所執信的香織派百合理論來講，大多數萌於少女純愛的百合並非緣起任何性心理暗示的。的確是有別於Girl’s Love以及Lesbian。恕我瞭解女人不深，更難解少女情懷。僅據所考，女性更易傾向同性或雙性情結。
25. 1 2 3  Friedman, Erica. . What are Yuri and Shoujoai, anyway?. Yuricon and ALC Publishing.   [2005-05-20]. （原始内容存档于2005-04-06）.
26. ↑  Miyajima, Kagami. . Sakuhinsha. 2005-04-04. ISBN 4-86182-031-6 （日语）.
27. ↑  . Yuricon.   [2011-12-05]. （原始内容存档于2012-01-21）.
28. ↑  . Seven Seas Entertainment.   [2007-11-20]. （原始内容存档于2016-03-03）.
29. ↑  .   [2017-04-18]. （原始内容存档于2020-03-23）.
30. 1 2  . akiba-souken.com.   [2017-04-19]. （原始内容存档于2016-12-29） （日语）.
31. ↑  . とりあえずおいといて。.   [2017-04-20]. （原始内容存档于2020-03-23） （日语）.
32. ↑  . NAVER まとめ.   [2017-04-20]. （原始内容存档于2020-09-22）.
33. ↑  . ニコニコ大百科.   [2017-04-20]. （原始内容存档于2021-04-13） （日语）.
34. ↑  . NAVER まとめ.   [2017-04-20]. （原始内容存档于2020-09-22）.
35. ↑  . About.com Entertainment.   [2017-04-19]. （原始内容存档于2013-05-13）.
36. ↑  .   [2019-12-18]. （原始内容存档于2020-11-08）.